# Верхний посад (Вологда)
Ве́рхний поса́д — исторический район Вологды. С конца XIX века к Верхнему посаду относят территорию, ограниченную с запада железнодорожной линией Вологда — Архангельск, с севера — парком Мира, с востока — рекой Вологдой и улицей Ленинградской, с юга — Октябрьской.

## География
По Верхнему Посаду протекал Хрулёв ручей, ныне засыпанный.

## Топоним
В настоящее время топоним Верхний посад в разговорной речи употребляется редко. Упоминается на картах города, в краеведческой литературе, путеводителях, СМИ, а также встречается в названиях некоторых организаций на территории района.

## Достопримечательности
На территории Верхнего посада находится Вологодское городище — самое раннее поселение (XIII век), обнаруженное археологами на территории современной Вологды, и его центр — Ленивая площадка — легендарное место основания Вологды Герасимом Вологодским. Граница древнего Городища ограничена современными улицами Бурмагиных и Ударников.
К достопримечательностям Верхнего посада относятся церковь Константина и Елены, бывший Горне-Успенский монастырь, Владимирские церкви, церковь Варлаама Хутынского и церковь Ильи Пророка в Каменье (две последние — бывшего Ильинского монастыря), а также немногие сохранившиеся участки исторической застройки и памятники вологодского деревянного зодчества — дом Засецких, дом Волкова, дом Засодимского и другие. На территории Верхнего посада находится музей «Мир забытых вещей».